# Gilbert et Sullivan
| - William S. Gilbert - Arthur Sullivan |

Gilbert et Sullivan est un duo musical britannique de l'époque victorienne qui réunit le librettiste William S. Gilbert et le compositeur Arthur Sullivan. Ils collaborèrent sur plus de quatorze opéras comiques entre 1871 et 1896, dont H.M.S. Pinafore, The Pirates of Penzance et The Mikado sont les plus connus.
Pendant douze années, de 1877 à 1889, le duo travailla avec George Grossmith, co-auteur avec son frère Weedon du Journal d'un homme sans importance (The Diary of a Nobody).

## Premières collaborations
- Thespis (en), ou The Gods Grown Old : la première a lieu à Londres, au Théâtre Gaiety (en) le 26 décembre 1871, 63 représentations seront données[3]. Parfois décrit comme un échec[4], la pièce fait pourtant bonne figure par rapport aux autres pièces proposées ce Noël-là[5].
- Trial by Jury (en) (1875) 131 représentations

## Premiers succès
- The Sorcerer (en) (1877) 178 représentations
- H.M.S. Pinafore, ou The Lass That Loved a Sailor, (1878) 571 représentations
- The Pirates of Penzance, ou The Slave of Duty, (1879) 363 représentations
- The Martyr of Antioch (en) (1880)

## Savoy Operas(en)
- Patience (en), or Bunthorne's Bride (1881) 578 représentations
- Iolanthe, ou The Peer and the Peri, (1882) 398 représentations
- Princess Ida, ou Castle Adamant, (1884) 246 représentations
- The Mikado, ou The Town of Titipu, (1885) 672 représentations
- Ruddigore, ou The Witch's Curse, (1887) 288 représentations
- The Yeomen of the Guard (en), ou The Merryman and his Maid, (1888) 423 représentations
- The Gondoliers, ou The King of Barataria, (1889) 554 représentations
- Utopia, Limited (en), ou The Flowers of Progress, (1893) 245 représentations
- The Grand Duke (en), ou The Statutory Duel, (1896) 123 représentations